# Emil Haag
Emil „Mille“ Haag (* 7. Oktober 1915 in Norrköping; † 3. August 1943 in Stockholm) war ein schwedischer Fußballspieler. Der Abwehrspieler bestritt 19 Ligaspiele in der Allsvenskan und kam 1940 zu einem inoffiziellen Länderspiel für die schwedische Nationalmannschaft.

## Werdegang
Haag begann mit dem Fußballspielen bei IK Sleipner in seiner Heimatstadt Norrköping. 1932 kam er für seine Ausbildung zum Polizisten nach Stockholm, wo er sich dem AIK anschloss. Hier spielte er in den folgenden Jahren hauptsächlich in der zweiten Mannschaft des Klubs. Am 22. April 1934 debütierte er für den Klub bei der 0:3-Niederlage gegen Göteborger Verein GAIS in der Allsvenskan, bis zu seinem zweiten Einsatz gegen denselben Gegner musste er über zwei Jahre bis zum Mai 1936 warten. Gegen seinen ehemaligen Klub IK Sleipner bestritt er 1939 sein letztes von drei Ligaspielen für AIK.
Im Sommer 1939 wechselte Haag zum Lokalkonkurrenten Hammarby IF, der in die Allsvenskan aufgestiegen war. An der Seite von Sven Bergqvist, Folke Adamsson, Henry Andersson und Holger Nurmela bestritt er in der Spielzeit 1939/40 16 der 22 Erstligaspiele, dabei erzielte er im Spiel gegen IK Brage im Mai 1940 ein Tor. Als Tabellenletzter stieg der Klub direkt wieder in die Zweitklassigkeit ab. Nach Saisonende lief er dennoch im Juni 1940 im Nationaljersey auf, als die schwedische Auswahlmannschaft auf seinen Ex-Klub AIK traf – aufgrund des Zweiten Weltkrieges kamen kaum noch offizielle Auswahlspiele gegen andere Nationalmannschaften zu Stande. Bis zu seinem frühen Tod im Alter von 27 Jahren bestritt er noch 36 Zweitligaspiele für HIF, hierbei blieb er ohne weiteren Torerfolg.